# Javon Freeman-Liberty
Javon Freeman-Liberty (ur. 20 października 1999 w Good Hope) – amerykański koszykarz, występujący na pozycji rzucającego obrońcy, od 2023 zawodnik Toronto Raptors oraz zespołu G-League – Raptors 905.
W 2022 i 2023 reprezentował Chicago Bulls podczas rozgrywek letniej ligi NBA w Las Vegas.
Jego wujek Marcus Liberty grał w koszykówkę na uczelni Illinois (1988-1990), następnie został wybrany w drafcie NBA przez Denver Nuggets, w drugiej rundzie naboru. W NBA rozegrał cztery sezony, trzy w Nuggets (1990-1993) i jeden w Pistons (1993/1994).

## Osiągnięcia
Stan na 29 listopada 2023, na podstawie, o ile nie zaznaczono inaczej.
NCAA
- Zaliczony do:
  - I składu:
    - konferencji Missouri Valley (MVC – 2020)
    - defensywnego MVC (2019, 2020)
    - najlepszych pierwszorocznych zawodników MVC (2019)
    - zawodników, którzy poczynili największy postęp MVC (2020)
    - turnieju:
      - MVC (2020)
      - Paradise Jam (2020)

    - Big East All-Academic (2021)

  - II składu Big East (2022)
  - składu NABC Honors Court (2021)
- Lider konferencji
  - Big East w:
    - średniej:
      - punktów (2022 – 21,7)
      - rozegranych minut (2022 – 35)

  - Missouri Valley w:
    - średniej:
      - przechwytów (2019 – 1,8, 2020 – 2,2)

    - liczbie:
      - punktów (2020 – 628)
      - przechwytów (2019 – 60, 2020 – 73)
      - celnych (227) i oddanych (521) rzutów z gry (2020)
- Koszykarz tygodnia konferencji:
  - Big East (15.11.2021, 22.11.2021, 28.02.2022)
  - MVC (18.11.2019, 2.12.2019, 17.02.2020)
- Najlepszy nowo przybyły zawodnik tygodnia konferencji MVC (11.02.2019)

NBA
- Zaliczony do II składu letniej ligi NBA (2023 NBA 2K24 Summer League)